# Danielle Mitterrand
Danielle Émilienne Isabelle Mitterrand,  de soltera Gouze; (Verdún, 29 de octubre de 1924-París,  22 de noviembre de 2011) fue la primera dama francesa de 1981 a 1995, como esposa del presidente François Mitterrand, y desarrolló diversas actividades políticas y humanitarias, creando su propia fundación.

## Biografía
Danielle Émilienne Isabelle Gouze nació el 29 de octubre de 1924 en Verdún. Su madre, Renée Flachot (1890-1971), era profesora.  Su padre, Antoine Gouze (1885-1958), era un director de universidad. Sus padres eran laicos, republicanos y activistas de la Sección Francesa de la Internacional de los Trabajadores (SFIO).
En 1940, Antoine Gouze se negó a incluir en la lista a los estudiantes y profesores judíos de su colegio y fue despedido por el gobierno de Vichy. Luego se trasladó a Cluny donde impartió clases particulares. De 1940 a 1942, su familia alojó regularmente a miembros escondidos de la red Combate de Resistencia, incluido su líder, Henri Frenay. Su familia ayudó a la Resistencia francesa y contribuyó a alojar a miembros de los Maquis. Siguiendo a su hermana Christine, se unió a la Resistencia francesa cuando tenía diecisiete años; Posteriormente recibió la Medalla de la Resistencia. También se convirtió en oficial de enlace en la Resistencia. Allí conoció a François Mitterrand y se casaron el 28 de octubre de 1944, tres meses después de la Liberación.
Tuvo tres hijos: Pascal (n. 1945; murió a los dos meses), Jean-Christophe (n. 1946) y Gilbert Mitterrand (n. 1949).
Después de la elección presidencial de su marido en 1981, Danielle asumió las funciones de primera dama dedicándose principalmente a la ayuda para el Tercer mundo. En 1986 creó la fundación humanitaria France Libertés - Fondation Danielle Mitterrand, destinada a socorrer a los hombres y mujeres desamparados y oprimidos, emprendiendo acciones de sensibilización y financiación, que presidió hasta su fallecimiento.
En julio de 1992, de camino a Halabja en apoyo a los kurdos, se vio implicada en un coche bomba en el Kurdistán iraquí; aunque sobrevivió, al igual que el ministro Bernard Kouchner, siete personas en su convoy murieron y otras diecisiete resultaron heridas.
Durante la visita de Fidel Castro a Francia en 1995, también ayudó a conseguir la liberación del disidente cubano encarcelado Yndamiro Restano Díaz, que al parecer fue liberado a petición suya. También fue partidaria del ANC y del movimiento antiapartheid en Sudáfrica.
En 1996, recibió el Premio Norte-Sur «por su posición a favor de los derechos humanos y, simbólicamente, a las mujeres argelinas, por su lucha diaria por la libertad».Se pronunció a favor del pueblo saharaui, del subcomandante Marcos, de Fidel Castro, de los tibetanos, de los kurdos, de los pueblos indígenas de América Latina, etc. 
Como primera dama, denunció las violaciones de los derechos humanos, incluso en países con los que el gobierno francés pretendía mantener buenas relaciones; se ganó las iras del gobierno chino y del rey Hassan II de Marruecos, en particular. Su Fundación France-Libertés prestó apoyo financiero a iniciativas locales de derechos humanos en el extranjero, y también financió el acceso a la medicina y la educación en países pobres.
Apoyó el «no» en el referéndum francés de 2005 sobre la Constitución Europea: «Denuncio el poder de la economía sobre las personas, un sistema que convierte a los individuos en elementos de una ecuación económica, no respeta a los pobres y excluye a todo aquel que no cumpla el principio de rentabilidad".
Falleció el 22 de noviembre de 2011 a los 87 años, tras ser hospitalizada por anemia.